# Лаве

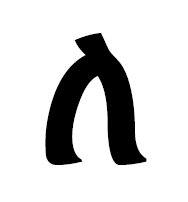
Ле

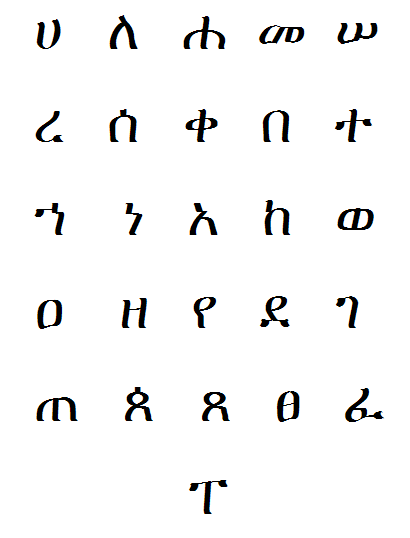

Лаве (амх. ላዌ), лау (амх. ለው), лаві (амх. ላዊ) — літера ефіопської абетки ґеезу, позначає альвеолярний бічний сонант /l/. Гематрія — 30 (тридцять).
- ለ  — ле
- ሉ  — лу
- ሊ  — лі
- ላ  — ла
- ሌ  — ле
- ል  — ли (л)
- ሎ  — ло